# 奥平昌猷
奥平 昌猷（おくだいら まさみち）は、豊前国中津藩7代藩主。中津藩奥平家11代。

## 略歴
文化10年（1813年）3月25日、第5代藩主・奥平昌高の五男として中津で生まれる。天保3年（1832年）11月に兄で第6代藩主の昌暢が死去したため、天保4年（1833年）1月29日に養子として家督を継いだ。直後の11月に百姓一揆が起こるなどしている。
このため、天保6年（1835年）に黒沢庄右衛門を登用して藩政改革を行い、専売の強化を行うなどしている。天保9年（1838年）12月16日に従四位下・大膳大夫に叙位・任官する。天保12年（1841年）に家臣の半知借上を行った。
兄・昌暢と同じく父に先立って天保13年（1842年）9月17日に中津で死去した。享年30。跡を昌暢の遺児で養子の昌服が継いだ。

## 系譜
- 父：奥平昌高（1781-1855）
- 母：不詳
- 養父：奥平昌暢（1809-1832）
- 正室：なし
- 生母不明の子女
  - 女子：松平忠国正室
- 養子
  - 男子：奥平昌服（1831-1901） - 奥平昌暢の次男